# Gustavo Vagenin
Gustavo Di Mauro Vagenin (San Paolo, 14 novembre 1991) è un calciatore brasiliano, attaccante del Gol Gohar.

## Carriera
Nella stagione 2011-2012, dopo aver giocato in patria con l'Audax São Paulo Esporte Clube, arriva in Italia, per giocare in Serie D con la Salernitana, con cui nel corso dell'annata (conclusa con la vittoria del campionato) segna 4 reti in 16 presenze in campionato; viene riconfermato anche per la stagione 2012-2013, giocata in Lega Pro Seconda Divisione, campionato che la formazione campana vince, aggiudicandosi poi anche la Supercoppa di Lega di Seconda Divisione: nel corso della stagione Vagenin segna 6 gol in 28 partite in campionato ed un gol in 2 partite in Supercoppa di Lega, giocando in più anche 2 partite in Coppa Italia Lega Pro. Nella stagione 2013-2014 gioca invece 24 partite in Lega Pro Prima Divisione, campionato nel quale segna anche 6 reti. Gioca inoltre anche una partita nei play-off, una in Coppa Italia e 6 partite in Coppa Italia Lega Pro, competizione che viene vinta dalla sua squadra e nella quale segna anche una rete.
Nell'estate del 2014 si accasa al Novara, formazione neoretrocessa in Lega Pro, con cui nella stagione 2014-2015 gioca una partita in Coppa Italia, una partita in Coppa Italia Lega Pro e 15 partite in Lega Pro, nelle quali segna anche una rete; nel gennaio del 2015 passa in prestito al Lecce, sempre in Lega Pro: con i salentini conclude la stagione giocando altre 13 partite di campionato, nelle quali segna un altro gol. Nella stagione 2015-2016 viene tesserato dal Messina, con cui realizza 8 reti in 26 presenze nel campionato di Lega Pro.
Nella stagione 2016-2017 passa al U Craiova, con cui segna 5 gol in 24 presenze nella prima divisione rumena, al termine della quale la sua squadra ottiene la qualificazione alla UEFA Europa League 2017-2018.

## Statistiche

### Presenze e reti nei club
Statistiche aggiornate al 27 maggio 2018.
| Stagione           | Squadra            | Campionato         | Campionato | Campionato | Coppe nazionali | Coppe nazionali | Coppe nazionali | Coppe continentali | Coppe continentali | Coppe continentali | Altre coppe | Altre coppe | Altre coppe | Totale | Totale |
| Stagione           | Squadra            | Comp               | Pres       | Reti       | Comp            | Pres            | Reti            | Comp               | Pres               | Reti               | Comp        | Pres        | Reti        | Pres   | Reti   |
| ------------------ | ------------------ | ------------------ | ---------- | ---------- | --------------- | --------------- | --------------- | ------------------ | ------------------ | ------------------ | ----------- | ----------- | ----------- | ------ | ------ |
| 2011-2012          | Salernitana        | D                  | 16+3       | 4+1        | CI-D            | 0               | 0               | -                  | -                  | -                  | -           | -           | -           | 19     | 5      |
| 2012-2013          | Salernitana        | 2D                 | 28         | 6          | CI-LP           | 2               | 0               | -                  | -                  | -                  | SL-2D       | 2           | 1           | 32     | 7      |
| 2013-2014          | Salernitana        | 1D                 | 24+1       | 6          | CI+CI-LP        | 1+6             | 0+1             | -                  | -                  | -                  | -           | -           | -           | 32     | 7      |
| Totale Salernitana | Totale Salernitana | Totale Salernitana | 68+4       | 16+1       |                 | 9               | 1               |                    | -                  | -                  |             | 2           | 1           | 83     | 19     |
| 2014-gen. 2015     | Novara             | LP                 | 15         | 1          | CI+CI-LP        | 1+1             | 0               | -                  | -                  | -                  | -           | -           | -           | 17     | 1      |
| gen.-giu. 2015     | Lecce              | LP                 | 13         | 1          | CI+CI-LP        | -               | -               | -                  | -                  | -                  | -           | -           | -           | 13     | 1      |
| 2015-2016          | Messina            | LP                 | 26         | 8          | -               | -               | -               | -                  | -                  | -                  | -           | -           | -           | 26     | 8      |
| 2016-2017          | U Craiova          | LI                 | 16+9       | 3+2        | CR+CdL          | 5+1             | 0               | -                  | -                  | -                  | -           | -           | -           | 31     | 5      |
| 2017-2018          | U Craiova          | LI                 | 25+7       | 11         | CR              | 5               | 3               | UEL                | 2                  | 0                  | -           | -           | -           | 39     | 14     |
| Totale CSU Craiova | Totale CSU Craiova | Totale CSU Craiova | 41+16      | 14+2       |                 | 11              | 3               |                    | 2                  | 0                  |             | -           | -           | 70     | 19     |
| Totale carriera    | Totale carriera    | Totale carriera    | 183        | 43         |                 | 22              | 4               |                    | 2                  | 0                  |             | 2           | 1           | 209    | 48     |

## Palmarès

### Club

#### Competizioni nazionali
- Serie D: 1

Salernitana: 2011-2012
- Lega Pro Seconda Divisione: 1

Salernitana: 2012-2013
- Supercoppa di Lega di Seconda Divisione: 1

Salernitana: 2013
- Coppa Italia Lega Pro: 1

Salernitana: 2013-2014
- Coppa di Romania: 1

Universitatea Craiova: 2017-2018
- Supercoppa di Romania: 1

Universitatea Craiova: 2021